# Année des trois papes
Une année des trois papes désigne une année civile pendant laquelle le collège cardinalice doit élire plusieurs papes dans plusieurs conclaves, à cause de la disparition successive dans un court laps de temps de deux papes, par décès, déposition ou renonciation. 

## Dernière année des trois papes
La plus récente année des trois papes est 1978, au cours de laquelle l'Église catholique fut dirigée successivement par trois pontifes : 
- Paul VI mourut le 6 août,
- Jean-Paul Ier, son successeur élu le 26 août, mourut trente-trois jours plus tard, le 28 septembre,
- Jean-Paul II fut élu pape le 16 octobre.

Il n'y eut plus de conclave avant celui de 2005.

## Années des trois papes
Dans l'histoire de la papauté, il y eut quinze « années des trois papes » :
- 752 — Zacharie, Étienne (pape éphémère), Étienne II
- 827 — Eugène II, Valentin, Grégoire IV
- 896 — Formose, Boniface VI, Étienne VI
- 897 — Étienne VI, Romain, Théodore II
- 928 — Jean X, Léon VI, Étienne VII
- 965 — Benoît V, Léon VIII, Jean XIII
- 1003 — Sylvestre II, Jean XVII, Jean XVIII
- 1046 — Grégoire VI, Clément II, Benoît IX
- 1124 — Calixte II, Célestin II (pape éphémère dont le nom fut réutilisé plus tard), Honorius II
- 1187 — Urbain III, Grégoire VIII, Clément III
- 1503 — Alexandre VI, Pie III, Jules II
- 1555 — Jules III, Marcel II, Paul IV
- 1590 — Sixte V, Urbain VII, Grégoire XIV
- 1605 — Clément VIII, Léon XI, Paul V
- 1978 — Paul VI, Jean-Paul Ier, Jean-Paul II

## Année des quatre papes
Il y eut aussi une « année des quatre papes » en 1276 avec les papes Grégoire X, Innocent V, Adrien V et Jean XXI,.